# Crkva sv. Jere u Milni
Crkva sv. Jere nalazi se u uvali Pantera, na južnom rubu Milne na Braču.

## Povijest
U uvali Pantera je nekada bilo istezalište brodova i brodogradilište u vlasništvu Mate Bonačića–Protija. Matin sin Jere je, uz dozvolu nadbiskupa, je oko 1860. dao sagraditi ovu malu crkvu u čast svojeg zaštitnika sv. Jeronima, uz određeni legat.

## Opis
Crkvica je jednostavnog pravokutnog oblika, a iznad vrata je mala rozeta. Prekrivena je krovom od kamenih ploča.